# Dry Combat Submersible
Le Dry Combat Submersible (DCS) est un sous-marin de poche livré à l’USSOCOM par Lockheed Martin. Lockheed Martin a été désigné comme maître d'œuvre et Submergence Group comme sous-traitant. Le DCS est conçu pour être utilisé par les Navy SEALs des États-Unis pour l’infiltration lors des opérations spéciales. Il remplacera le Advanced SEAL Delivery System annulé et servira aux côtés du Shallow Water Combat Submersible.
Comme son nom l’indique, le Dry Combat Submersible a un intérieur sec, permettant des durées de mission plus longues dans des eaux froides. Le DCS est désigné S351 Nemesis.
Lockheed Martin et Submergence Group ont remporté en juin 2016 le contrat de 166 millions de dollars sur 5 ans pour développer et construire trois DCS. En 2018, le total dépensé pour les submersibles est passé à 236 millions de dollars. Le DCS a atteint sa capacité opérationnelle initiale en mai 2023, avec 2 submersibles achevés et livrés à l’US Navy.

## Conception
Le Dry Combat Submersible mesure 12 mètres de long et a une largeur et une hauteur de 2,4 mètres. Le submersible pèse 14 tonnes à pleine charge et a un déplacement de 28 tonnes. Il peut être transporté dans un conteneur d’expédition standard de 40 pieds. Le DCS a un équipage de deux personnes (un pilote et un copilote/navigateur) et transporte huit SEAL entièrement équipés. Le DCS comporte trois sections sèches et pressurisées : un compartiment avant pour le transport des troupes, un sas pour les nageurs de combat au milieu du navire et un poste de pilotage à l’arrière, où le pilote et le copilote contrôlent le sous-marin.
Bien que ses performances exactes restent classifiées, le DCS est déclaré avoir une profondeur maximale de 100 mètres et une profondeur maximale de 30 mètres pour utiliser le sas. Ses batteries lui donnent une autonomie de 60 milles marins (110 km) à une vitesse de 5 nœuds (9,3 km/h), mais sa vitesse maximale n’a pas été rendue publique. Lockheed Martin affirme que le DCS a une autonomie supérieure à 24 heures, soit le triple de celle du SEAL Delivery Vehicle actuel et deux fois celle du Shallow Water Combat Submersible aux côtés duquel le DCS servira.
Contrairement à son prédécesseur, le Dry Combat Submersible sera déployé à partir de navires de surface plutôt que de sous-marins plus grands. Les navires de surface le descendront dans l’eau avec une grue ou le déploieront à partir d’une ouverture dans le fond de leur coque. Cependant, les plans de la marine pour étudier l’intégration du DCS dans un sous-marin plus grand commenceront au cours de l’exercice 2020. Le principal avantage du DCS par rapport à ses prédécesseurs est son environnement sec, qui permet aux SEAL d’entreprendre des missions plus longues dans des eaux froides et d’être plus prêts au combat lorsqu’ils sont déployés. Un autre avantage est que les SEAL peuvent communiquer plus facilement dans le DCS que dans les sous-marins humides précédents, où ils devaient compter sur des interphones et ne pouvaient pas se voir. Les SEAL se déploient depuis le DCS en combinaison de plongée et nagent le reste du chemin jusqu’à leur cible.
Les systèmes de navigation du DCS comprennent un système de navigation inertielle et un enregistreur de vitesse à effet Doppler. La suite de capteurs se compose d’un sonar et d’un sondeur, bien que des capteurs supplémentaires puissent être ajoutés en fonction des exigences de la mission. L’équipement de communication comprend un téléphone sous-marin et une radio UHF.
Ce véhicule est une réponse aux rapports confirmés de véhicules sous-marins sans pilote (UUV) russes que la marine russe a utilisés dans ses exercices de guerre depuis au moins 2013, tels que rapportés à la commission du renseignement du Sénat américain.

## Historique
Le Dry Combat Submersible a été développé à partir du mini-sous-marin S302 existant de MSub, qui est lui-même une version améliorée du S301i. Le S302 et le S301i sont tous deux produits pour l’exportation par MSubs en collaboration avec le groupe Submergence. Le S301i est capable de s’adapter aux conteneurs à sec de pont utilisés sur les plus grands sous-marins américains et britanniques, bien que le S302 et le DCS soient plus grands que le S301i et ne peuvent donc pas tenir dans ces conteneurs,. La conception et les exigences de performances du DCS ont été initialement formulées par le U.S. Special Operations Command dès 2014, bien que la technologie nécessaire pour fabriquer le DCS n’ait rattrapé les exigences que récemment.
Les premières batteries lithium-ion pour le DCS ont été livrées à la Marine par General Atomics en février 2018.
Le Dry Combat Submersible a atteint sa capacité opérationnelle initiale avec l’US Navy en mai 2023.
En juillet 2023, deux submersibles ont été livrés à l’US Navy, et les travaux sont en cours d’achèvement sur un troisième.
Le premier DCS avec système de batterie LiFT (Lithium-ion Fault Tolerant) a été accepté par l’USSOCOM le 21 avril 2020. General Atomics Electromagnetic Systems fournit des batteries LiFT à long cycle de vie pour alimenter la propulsion et les systèmes de soutien interne du DCS.